# Tapani Tölli
Tapani Olavi Tölli (ur. 13 czerwca 1951 w Sievi) – fiński polityk, deputowany, minister spraw regionalnych i samorządowych od 2010 do 2011.

## Życiorys
W 1977 ukończył studia z zakresu nauk społecznych. Pracował jako urzędnik i planista w różnych urzędach państwowych. Od 1985 do 1990 kierował departamentem w fińskiej konfederacji pracowników. W 1991 został menedżerem municypalnym w gminie Tyrnävä.
W 2003, 2007, 2011 i 2015 z listy Partii Centrum był wybierany w skład Eduskunty. 22 czerwca 2010 objął stanowisko ministra spraw regionalnych i samorządowych w nowo powołanym gabinecie Mari Kiviniemi (do 22 czerwca 2011).